# لینکلن (تگزاس)
لینکلن (به انگلیسی: Lincoln) یک منطقهٔ مسکونی در ایالات متحده آمریکا است که در شهرستان لی، تگزاس واقع شده‌است. لینکلن ۲۷۶ نفر جمعیت دارد و ۱۱۳٫۰۸ متر بالاتر از سطح دریا واقع شده‌است.